# Мірна Юкич
Мірна Юкич  (хорв. Mirna Jukic, 9 квітня 1986) — австрійська плавчиня, олімпійська медалістка. Старша сестра австрійського плавця хорватського походження, дворазового чемпіона Європи на короткій воді га дистанції 200 та 400 м Дінко Юкича.

## Виступи на Олімпіадах
| Олімпіада  | Дисципліна                    | Місце |
| ---------- | ----------------------------- | ----- |
| Афіни 2004 | плавання на 100 метрів брасом | 14    |
| Афіни 2004 | плавання на 200 метрів брасом | 7     |
| Пекін 2008 | плавання на 100 метрів брасом | 3     |
| Пекін 2008 | плавання на 200 метрів брасом | 4     |